# (2694) Pino Torinese
(2694) Pino Torinese es un asteroide perteneciente al cinturón de asteroides, descubierto el 22 de agosto de 1979 por Claes-Ingvar Lagerkvist desde el Observatorio de La Silla, Chile.

## Designación y nombre
Designado provisionalmente como 1979 QL1. Fue nombrado Pino Torinese en homenaje a Pino Torinese localidad italiana.